# 2062 Aton
2062 Aton je blizuzemeljski asteroid. Odkrila ga je Eleanor Francis Helin na Observatoriju Mount Palomar v letu 1976. Ime je dobil po bogu Sonca Atonu iz staroegipčanske mitologije.
Asteroid na svoji poti prečka tirnico Zemlje. Bil je prvi asteroid, za katerega so ugotovili, da je njegova večja polos manjša od 1 a. e. Po njem se imenuje skupina Atonskih asteroidov.